# Chlorogomphus suzukii
Chlorogomphus suzukii – gatunek ważki z rodziny Chlorogomphidae. Występuje w środkowych i wschodnich Chinach (stwierdzony w prowincjach Anhui, Henan, Shaanxi, Zhejiang) oraz na Tajwanie.
Gatunek ten opisał K. Oguma w 1926 roku w oparciu o okaz muzealny z dołączoną etykietką „Kyoto, Suzuki”. Autor błędnie uznał, że holotyp pochodził z Kioto i jako miejsce typowe wskazał wyspę Honsiu. Tymczasem napis na etykietce oznaczał, że okaz odłowił zawodowy kolekcjoner owadów Suzuki mieszkający w Kioto. Holotyp pochodził prawdopodobnie z Tajwanu.